# Saint-Paul (Orne)
Saint-Paul és un municipi francès situat al departament de l'Orne i a la regió de Normandia. L'any 2007 tenia 648 habitants.

## Demografia

### Població
El 2007 la població de fet de Saint-Paul era de 648 persones. Hi havia 240 famílies de les quals 48 eren unipersonals (20 homes vivint sols i 28 dones vivint soles), 84 parelles sense fills, 96 parelles amb fills i 12 famílies monoparentals amb fills.
La població ha evolucionat segons el següent gràfic:
Habitants censats

### Habitatges
El 2007 hi havia 285 habitatges, 249 eren l'habitatge principal de la família, 19 eren segones residències i 17 estaven desocupats. 279 eren cases i 4 eren apartaments. Dels 249 habitatges principals, 209 estaven ocupats pels seus propietaris, 38 estaven llogats i ocupats pels llogaters i 2 estaven cedits a títol gratuït; 2 tenien una cambra, 8 en tenien dues, 32 en tenien tres, 75 en tenien quatre i 132 en tenien cinc o més. 210 habitatges disposaven pel capbaix d'una plaça de pàrquing. A 93 habitatges hi havia un automòbil i a 138 n'hi havia dos o més.

### Piràmide de població
La piràmide de població per edats i sexe el 2009 era:
| Homes | Edats   | Dones |
| ----- | ------- | ----- |
| 0     | 95 o +  | 0     |
| 0     | 90 a 94 | 4     |
| 4     | 85 a 89 | 0     |
| 0     | 80 a 84 | 4     |
| 12    | 75 a 79 | 12    |
| 4     | 70 a 74 | 16    |
| 24    | 65 a 69 | 20    |
| 12    | 60 a 64 | 0     |
| 20    | 55 a 59 | 24    |
| 32    | 50 a 54 | 32    |
| 20    | 45 a 49 | 32    |
| 16    | 40 a 44 | 24    |
| 20    | 35 a 39 | 8     |
| 24    | 30 a 34 | 16    |
| 12    | 25 a 29 | 24    |
| 8     | 20 a 24 | 12    |
| 28    | 15 a 19 | 12    |
| 4     | 10 a 14 | 16    |
| 12    | 5 a 9   | 0     |
| 24    | 0 a 4   | 12    |

## Economia
El 2007 la població en edat de treballar era de 414 persones, 303 eren actives i 111 eren inactives. De les 303 persones actives 276 estaven ocupades (144 homes i 132 dones) i 27 estaven aturades (14 homes i 13 dones). De les 111 persones inactives 57 estaven jubilades, 33 estaven estudiant i 21 estaven classificades com a «altres inactius».

### Ingressos
El 2009 a Saint-Paul hi havia 252 unitats fiscals que integraven 656,5 persones, la mediana anual d'ingressos fiscals per persona era de 18.093 €.

### Activitats econòmiques
Dels 17 establiments que hi havia el 2007, 1 era d'una empresa extractiva, 1 d'una empresa alimentària, 1 d'una empresa de fabricació d'altres productes industrials, 4 d'empreses de construcció, 3 d'empreses de comerç i reparació d'automòbils, 1 d'una empresa de transport, 1 d'una empresa d'hostatgeria i restauració, 1 d'una empresa d'informació i comunicació, 3 d'empreses de serveis i 1 d'una entitat de l'administració pública.
Dels 5 establiments de servei als particulars que hi havia el 2009, 1 era un guixaire pintor, 2 fusteries i 2 lampisteries.
L'únic establiment comercial que hi havia el 2009 era una fleca.
L'any 2000 a Saint-Paul hi havia 20 explotacions agrícoles que ocupaven un total de 770 hectàrees.

## Poblacions més properes
El següent diagrama mostra les poblacions més properes.